# Flaviporus subundatus
Flaviporus subundatus är en svampart som först beskrevs av William Alphonso Murrill, och fick sitt nu gällande namn av Ginns 1980. Flaviporus subundatus ingår i släktet Flaviporus och familjen Meruliaceae.   Inga underarter finns listade i Catalogue of Life.